# Skrzypnik
Skrzypnik (deutsch Runzen) ist ein Dorf in Niederschlesien. Der Ort liegt in der Landgemeinde Domaniów im Powiat Oławski in der polnischen Woiwodschaft Niederschlesien.

## Geographie

### Geographische Lage
Das Angerdorf Skrzypnik liegt drei Kilometer östlich vom Gemeindesitz Domaniów (Thomaskirch), ca. 12 südwestlich von der Kreisstadt Oława (Ohlau) und rund 35 Kilometer südlich der Woiwodschaftshauptstadt Breslau. Der Ort liegt in der Nizina Śląska (Schlesische Tiefebene) innerhalb der Równina Wrocławska (Breslauer Ebene). 
Nordöstlich des Dorfes verläuft die Autostrada A4. Der Ort befand sich bis in die 1970er Jahre an der Bahnstrecke der Ohlauer Kleinbahn.

### Nachbarorte
Nachbarorte von Skrzypnik sind im Osten Brzezimierz (Wüstebriese), im Südosten Goszczyna (Gusten) und im Osten der Gemeindesitz Domaniów (Thomaskirch).

## Geschichte
Der Ort wurde 1201 erstmals als Comasovo erwähnt. Weitere Erwähnungen erfolgten 1232 als Chomatovo, 1315 als Chomotow, 1352 als Ruenczin sowie 1360 als Rowwinczown.
Bis zu seiner Zerstörung im Dreißigjährigen Krieg bestand nordwestlich von Runzen das Vorwerksdorf Lämmerwitz. Der Ort wurde 1323 erstmals als Lemberczichowicz erwähnt.
Nach dem Ersten Schlesischen Krieg 1742 fiel Runzen zusammen mit dem größten Teil Schlesiens an Preußen. 1783 zählte der Ort 20 Bauernstellen.
Nach der Neugliederung Preußens gehörte die Landgemeinde Runzen ab 1815 zur Provinz Schlesien und war ab 1816 dem Landkreis Ohlau eingegliedert. 1874 wurde der Amtsbezirk Gusten gegründet, welcher die Landgemeinden KGusten, Runzen, Weißdorf und Wüstebriese umfasste. 1885 zählte der Ort 523 Einwohner.
1933 zählte Runzen 443, 1939 wiederum 418 Einwohner. Bis 1945 befand sich der Ort im Landkreis Ohlau.
Als Folge des Zweiten Weltkriegs fiel Runzen wie fast ganz Schlesien 1945 an Polen, wurde in Skrzypnik umbenannt und der Woiwodschaft Breslau angegliedert. Die deutsche Bevölkerung wurde, soweit sie nicht vorher geflohen war, weitgehend vertrieben. Die neu angesiedelten Bewohner waren zum Teil Heimatvertriebene aus Ostpolen. 1999 kam der Ort zum Powiat Oławski in der Woiwodschaft Niederschlesien.

## Sehenswürdigkeiten
- Steinerne Wegekapelle mit Marienstatue

## Vereine
- Freiwillige Feuerwehr OSP Skrzypnik